# Kocadayı
Kocadayı est un village de Turquie. Elle appartient a la préfecture de la province d’Elâzığ. Le village est peuplé par Kurdes.